# Mòng biển bàn chân vàng
Mòng biển bàn chân vàng (danh pháp hai phần: Larus livens) là một loài mòng biển thuộc họ Mòng biển, liên quan chặt chẽ đến loài mòng biển phương Tây. Nó có bề ngoài giống với mòng biển phương Tây với đầu trắng, cánh và lưng màu đen đá phiến. Chân màu vàng dù mùa đông đầu tiên trong đời nó không có chân hồng như của mòng biển phương Tây. Nó có bộ lông đầy đủ vào lúc lên 3 tuổi. Mòng biển bàn chân vàng phân bố ở. Mòng biển bàn chân vàng trưởng thành có thân dài đến, sải cánh dài, cân nặng. Thức ăn của nó là.
Loài này là một trong những loài mòng biển lớn nhất thế giới, lớn hơn một chút so với mòng biển phương Tây. Mòng biển bàn chân vàng trưởng thành có thân dài 52–72 cm, sải cánh dài 140–160 cm, cân nặng 930-1500 g, mỏ dài 5-6,2 cm và xương cổ chân là 5,9 đến 7,5 cm. Thức ăn của nó là.
Mòng biển bàn chân vàng có nguồn gốc từ Vịnh California ở Mexico. Môi trường sống sinh sản của chúng là vịnh California, nơi chúng làm tổ riêng lẻ hoặc làm nhiều tổ thành đàn. Chúng ăn xác thối cũng như kiếm mồi, ăn cá nhỏ và động vật không xương sống và săn chim non, trứng chim.